# اتحاد طاجيكستان الكشفي
اتحاد طاجيكستان الكشفي هي المنظمة الكشفية الوطنية في طاجيكستان، تأسست في عام 1993، وأصبحت عضوا في المنظمة العالمية للحركة الكشفية في 18 أبريل 1997. يعتبر اتحاد طاجيكستان الكشفي مختلط ويحوي 511 عضو اعتبارا من عام 2011.  تعتبر طاجيكستان الدولة الوحيدة من بين الدول الفارسية الثلاثة حتى الآن والتي لا تعترف بها المنظمة الكشفية العالمية (انظر إلى كشافة أفغانستان وإيران).